# 노화

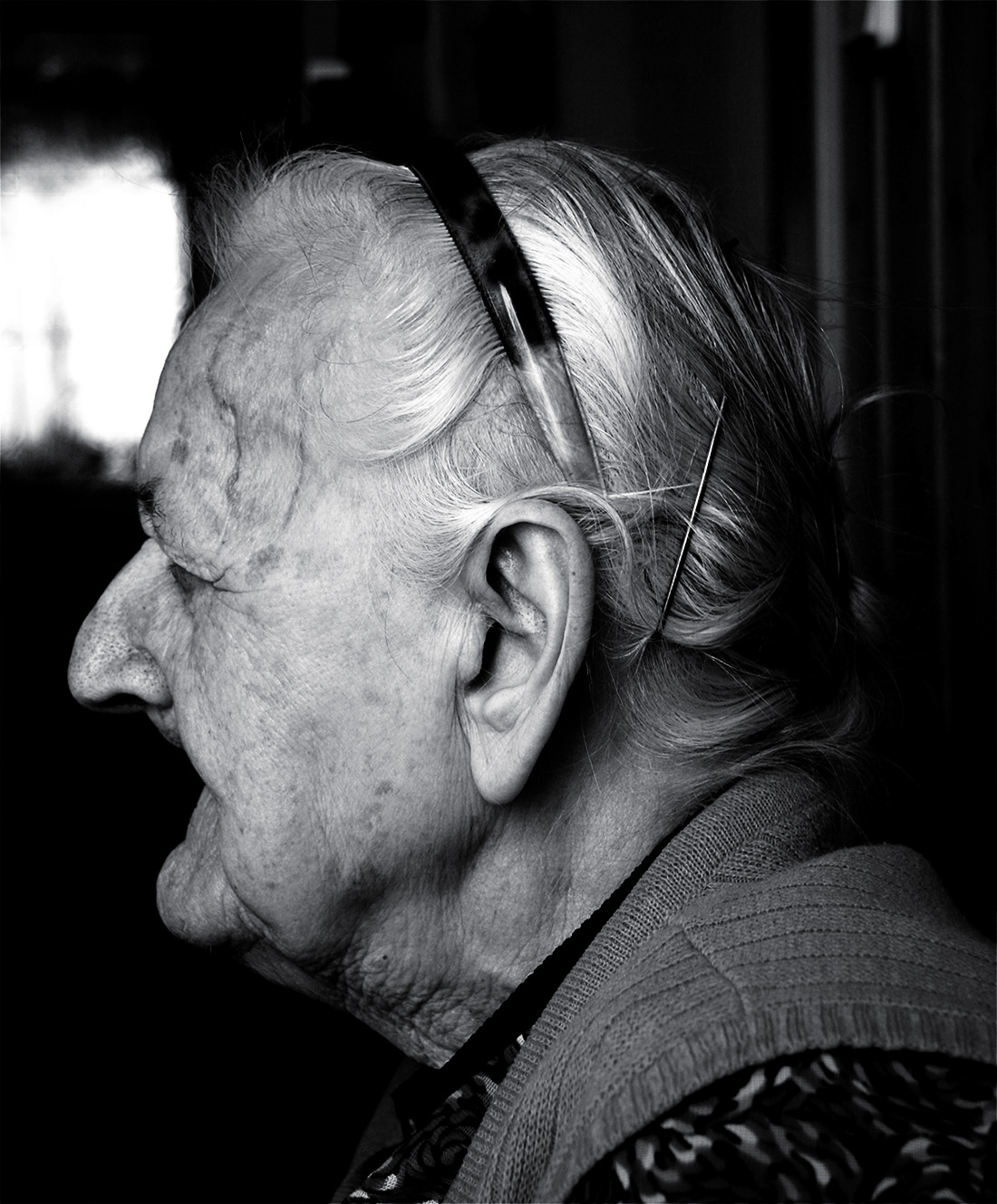
나이가 많아짐으로서 나타나는 노화 현상

노화(老化, 문화어: 로화, 영어: ag(e)ing)는 시간이 흐름에 따라 생물의 신체기능이 퇴화하는 현상이다. 세포의 노화는 세포가 분열할 수 있는 능력을 잃어버리는 것으로 나타난다. 노화는 일반적으로 스트레스에 대처하는 능력이 감소하고 항상성을 유지하지 못하게 되며 질병에 걸리는 위험이 증가하는 것이 특징이다.
인간의 경우, 노화는 시간이 지남에 따라 인간에 미치는 변화가 축적되며, 여기에는 육체적, 심리학적, 사회적 변화를 동반한다. 노화가 어느 정도 진행되면 사망에 이르게 된다.
노화에 관하여 여러 가지 생물학적 이론이 있다. 자유라디칼 이론, 텔로미어 이론, 미토콘드리아 이론, 교차결합 이론, 당화반응 이론, DNA 손상 이론, 신경내분비 이론, 면역 이론이 그 예이다.

## 정의
사회학, 심리학, 의학 등의 분야에서 여러 방식의 기준을 정하여 노화를 정의하고 있다. 미국정신의학회는 개인의 출생일에서 사망일까지의 연혁을 "연대기적 나이"로 표현한다. 이 기준에서 나이듦은 사망에 이르기까지의 전 과정을 의미할 수 있으며, 그 과정에서 일어나는 신체와 정신의 구조적 변화로 정의된다.
그러나 일반적으로 장년에 이르기까지 인간의 변화는 발달로 표현하고 장년 이후 노인이 되기까지 신체 기능의 저하와 같은 부정적 변화를 노화로 정의한다. 일반적으로 노화에 대한 인식은 부정적이나 최근 노화가 주는 장점에 대한 연구가 진행되고 있다.

## 노화가 주는 장점

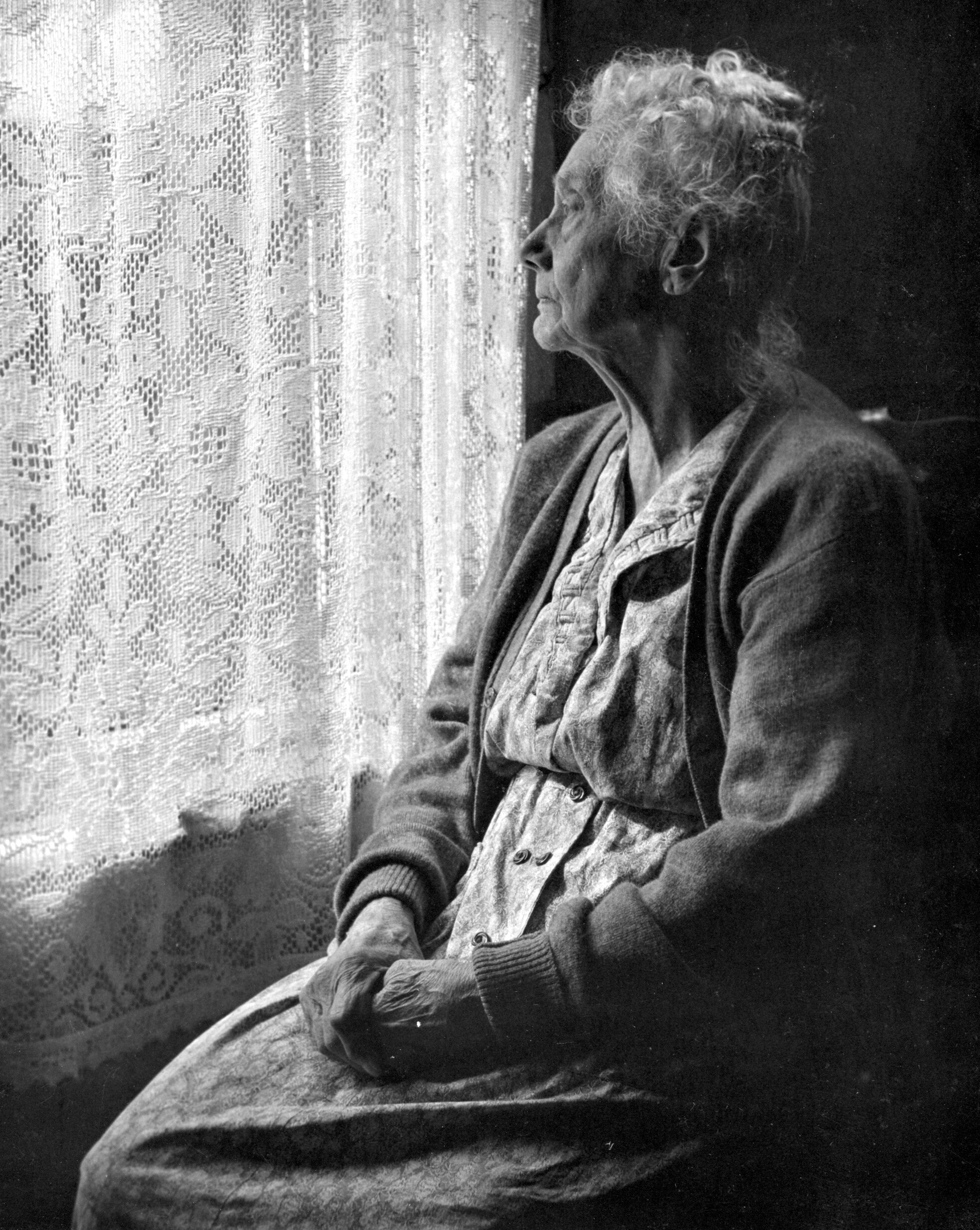
노인 여성

미국의 건강 정보 사이트 '웹엠디'가 정리한 내용이다.
- 일찍 일어남 = 평생 늦잠을 자고, 덕분에 하루가 짧다고 느끼던 사람이라면 노년을 기대해 볼 만하다. 자연스럽게 일찍 깨는 종달새로 변신할 수 있기 때문. 나이를 먹으면 수면 패턴이 달라진다. 대체로 환갑이 넘으면 일찍 자고 일찍 일어나게 된다.
- 편두통 감소 = 매일 머리가 지끈지끈 아픈 사람 역시 세월이 가는 게 반가울 수 있다. 나이들면 대부분의 편두통이 사라지기 때문. 연구에 따르면, 70대가 되어서도 계속 편두통을 겪는 경우는 여성의 10%, 남성의 5%에 불과하다.
- 좋은 인간관계 = 나이를 먹으면 사람을 대하는 게 수월해진다. 단지 경험이 쌓였기 때문은 아니다. 연구에 따르면, 불혹을 지난 이들은 타인의 생각이나 감정에 대한 통찰이 젊을 때보다 깊다. 또 그걸 중요하게 여긴다. 따라서 가족이나 동료와 부드럽게, 잘 지내게 되는 것이다.
- 여유 = 나이를 먹으면 성질이 느긋해진다. 까다롭던 사람이 부드러워지는 경우도 많다. 변화는 60대로 접어들며 뚜렷하게 나타난다. 정확한 이유는 아직 밝혀지지 않았다. 과학자들은 세월과 함께 감정을 컨트롤하는데 능숙해지고 삶의 중요한 측면에 집중하게 되기 때문 아닐까 추측한다.
- 스트레스 = 나이가 든다고 저절로 도가 통하는 건 아니다. 즉 돈이든 건강이든 생활에 어려움이 있다면 당연히 스트레스도 쌓인다. 젊어서와 다른 건 그를 다루는 방식. 미국 심리학회의 조사에 따르면, 노인 10명 중 9명이 스트레스를 잘 관리하고 있었다.

## 참고 문헌
- 에릭 B. 라슨, 《나이듦의 반전》(Enlightened Aging) 파라사이언스 ISBN 979-11-88509-18-8

## 같이 보기
- 생물학적 노화 (senescence 또는 biological aging)
- 노인학
- 진화
- 나이
- 노인
- 불로장생
- 생물학의 영생 (biological immortality)
- 세균의 노화 (bacterial senescence 또는 bacterial aging)